# Абаси, Тосин
Олуватосин Айойинка Олумиде Абаси (англ. Oluwatosin Ayoyinka Olumide Abasi), более известный как Тосин Абаси (англ. Tosin Abasi; род. 7 января 1983) — американский гитарист-виртуоз, основатель и лидер группы Animals as Leaders, один из основателей группы T. R. A. M.

## Карьера
Тосин Абаси начинал играть на гитаре как самоучка. Он был гитаристом в метал-группе PSI из Сильвер Спринг, штат Мэриленд.
Играл в Reflux с начала до середины 2000-х. Prosthetic Records заметили его навык игры во время концерта «Reflux», и предложили ему контракт как соло-исполнителю. Сначала он отказался, ответив, что не чувствует свой уровень игры достаточно комфортным для записи собственного альбома. Впоследствии, Тосин поступает в Институт Музыки в Атланте, после окончания которого, он связывается с Prosthetic Records и спрашивает, осталось ли в силе их предложение. Затем он формирует свой соло проект «Animals as Leaders», название которого было вдохновлено романом Дэниела Куинна «Измаил».
В 2009 году он записывает первый альбом «Animals as Leaders» вместе с Мишей Мансуром (из группы «Periphery»), который продюсирует, записывает музыку вместе с Тосином и программирует ударные.
Позже к проекту присоединяются гитарист Хавьер Рейес и барабанщик Нэйвен Коппервейс, превращая проект в гастролирующую группу.
Он также принимал участие в туре с группой Born of Osiris в качестве сессионного гитариста, в то время когда они искали постоянную замену из за ухода Мэтта Пантелиса.
В 2011 г. Тосин готовит материал для новой группы — T. R. A. M., состоящей из его товарища из «Animals as Leaders» Хавьера Рейеса, ударника из «Suicidal Tendencies» Эрика Мура, и бывшего участника «Mars Volta» играющего на духовых инструментах Адриана Терразаса. Название группы сложено из первых букв фамилий участников — Terrazas, Reyes, Abasi, Moore.
В середине марта 2011 года T.R.A.M. даёт своё первое выступление на многодневном фестивале «South by Southwest» в Остине, штат Техас. Тосин объясняет, что он формировал T. R. A. M., как трио состоящее из него самого, Хавьера и Адриана чтобы реализовывать идеи которые не соответствуют направлению «Animals as Leaders». Эрик Мур не был в составе группы до записи альбома и написал ударные для альбома и записал их в течение нескольких недель.
8 ноября 2011 Animals as Leaders выпустили свой второй альбом, под названием «Weightless».
На NAMM 2013 была представлена подписная модель Тосина Абаси Ibanez TAM 100. Она базируется на Ibanez RG2228 которую он использовал несколько лет, в ней используются его подписные звукосниматели DiMarzio Ionizer.

## Оборудование

### Гитары
Тосин является эндорсером Ibanez несколько лет и имеет доступ к LA Custom Shop, а также имеет подписные гитары. Также основал свой концепт Abasi Guitars.
- Abasi Guitars Larada — С 2017 года — основной инструмент Тосина.
- Ibanez TAM100 Signature 8-string 2013  — Подписная модель Тосина, оборудованная его подписными датчиками DiMarzio Ionizer.
- Ibanez TAM10 Signature 8-string  — отличается от TAM100 немного изменённым оформлением и древесиной. Как и TAM100 оборудована подписными датчиками DiMarzio Ionizer.
- .Strandberg* #8 Custom Headless 8-string.
- .Strandberg* #17 Custom Headless 8-string — украдена во время тура, но позже была восстановлена.
- .Strandberg* Boden 8 prototype — была прототипом линии инструментов Strandberg instruments, выполнена по лицензии Strictly 7 Guitars в США. Производство этих гитар теперь переброшено в Washburn Custom Shop, также в США.
- Ibanez LACS RG 8-string — аналогична RG2228, за исключением белой отделки, накладки и звукоснимателей Dimarzio D-Activator 8 pickups. Звукосниматели D-Activator были позже заменены на его подписные Ionizer humbuckers.
- Carvin DC800 8-string — украдена во время тура; можно было увидеть в множестве живых выступлений.
- Ibanez RG2228 8-string — украдена во время тура.
- 8-string Ibanez LACS RGA — украдена во время тура.
- 7-string Ibanez LACS.
- Ibanez Universe — основная гитара используемая в «Reflux».
- 7-string Eastman ER-1 hollow body — украдена во время тура.
- Custom Illustrated Luthier 8-string — Тосин отметил, что на этом инструменте довольно сложно играть и он имеет очень странный тон, длина его мензуры 30" (по сравнению с более удобными 27" мензурами на его восьмиструнных Ibanez).
- Legend custom 6 string.
- Mayones Regius 8 string — украдена во время тура.
- Rick Toone Sketch 7 string.
- Rick Toone Blur 8 string.

### Звукосниматели
- Dimarzio Ionizer 8™
- Lundgren guitar pickups M8
- Q-tuner BL-5
- EMG 808/EMG 808X
- Kent Armstrong Handmade Pickup
- DiMarzio D Activator 8™
- Lace Alumatone ToneBar pickups
- Fishman PRF-MS8-TA2 (Signature Series Tosin Abasi Pickups)

### Предусилители / усилители
- Fractal Audio Axe-FX Ultra preamp
- Fractal Audio Axe-FX II
- VHT 2/50/2 stereo power amp
- Port City Pearl
- Matrix GT1000 power amp — запасной, на случай выхода из строя основного
- Line 6 POD XT Pro — использовался в Reflux
- Line 6 POD X3 — использовался при записи дебютного альбома Animals As Leaders.

### Кабинеты
- Orange Amplification 4x12 speaker cabinet
- OS Vertical Wave 2x12 cabinet с установленными динамиками Celestion Vintage 30

Тосин экспериментировал с подключением Axe FX в усилитель мощности без использования кабинета, но решил что использование кабинета лучше для управления, так как они часто играют в маленьких помещениях, в которых отсутствует достаточно адекватная система усиления мощности.

### Эффекты
- Voodoo Lab Ground Control Pro MIDI Foot Controller
- Fractal Audio MFC-101 MIDI Foot Controller
- Boomerang Plus Phrase Sampler — используется в живых выступлениях при исполнении некоторых песен для симуляции третьего гитариста и для создания лупов и фонового звука во время настройки или разговора с публикой.

### Guitar Rig & Signal Flow
Детальная схема гитарной установки Тосина Абаси в 2011 году в Animals As Leaders хорошо задокументирована
.

## Дискография

### PSI (Pressure Per Square Inch)
- Virus (2001)

### Reflux
- Illusion of Democracy (2004)

### Animals as Leaders
- Animals as Leaders (2009)
- Waves of Babies (2010) (цифровой сингл)
- Weightless (2011)
- The Joy Of Motion (2014)
- The Madness of Many (2016)
- Parrhesia (2022)

### T.R.A.M.
- Lingua Franca (2012)